# Juan Antonio Salido
Juan Antonio Salido (1864-1929) fue un periodista y escritor español.

## Biografía
Natural de Vélez-Málaga, donde nació en 1864, fue periodista tanto en Cádiz, donde dirigió El Correo de Cádiz en 1887, como en Madrid. Estrenó la zarzuela Avisos útiles y el monólogo Una limosna por Dios, y publicó las obras Fotografía instantánea, Ellas y ellos, semblanzas en verso y Amapolas, poesías. Falleció en 1929.